# Morgensternhaus (Karpacz)

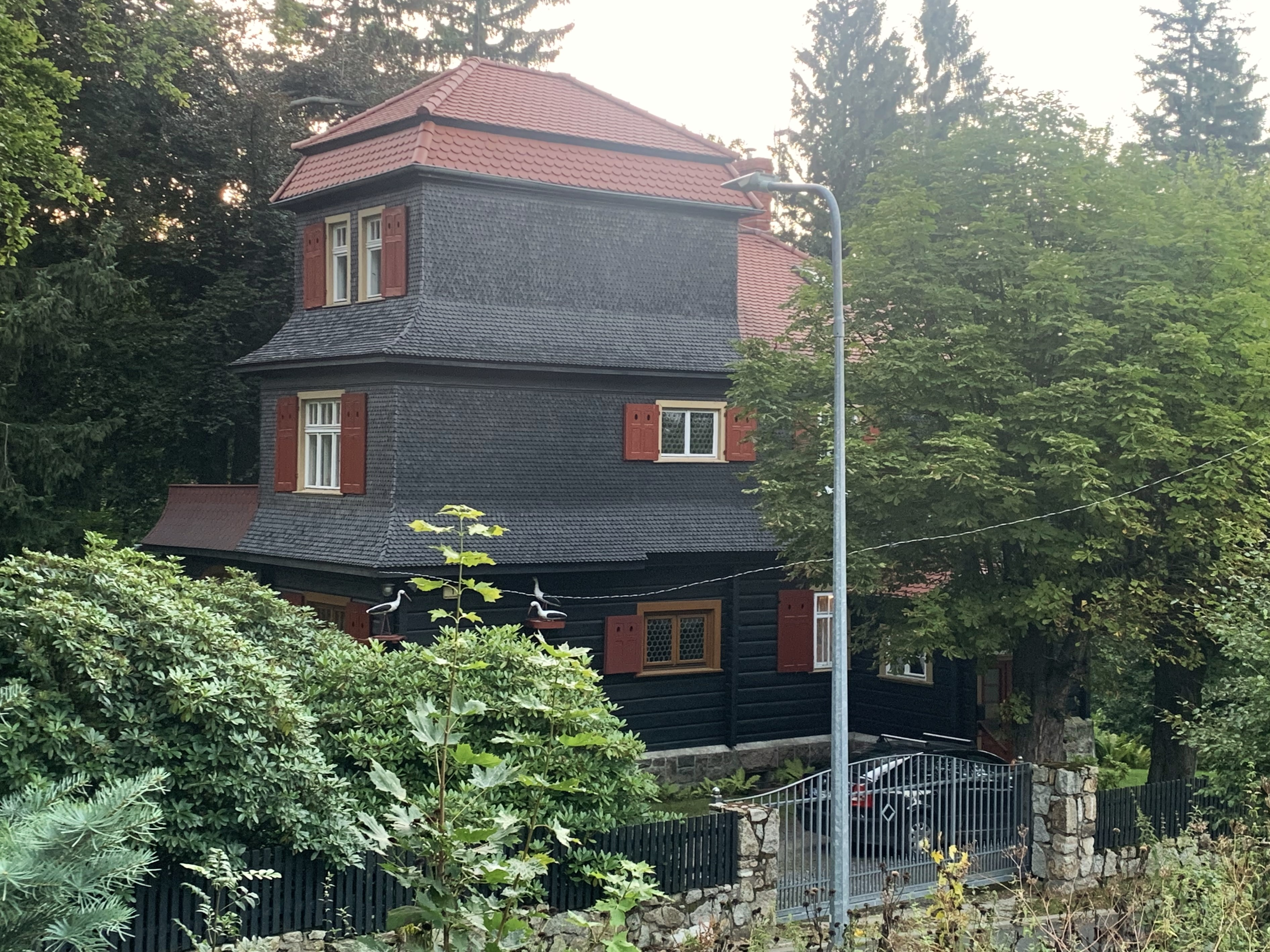
Morgensternhaus in Karpacz

Das Morgensternhaus (polnisch Dom Morgensterna) war Wohnhaus und Atelier von Carl Ernst Morgenstern bei Karpacz im Powiat Karkonoski in der Woiwodschaft Niederschlesien in Polen. Vor dem Haus ist eine mehrsprachige Hinweistafel angebracht, auf der die Verdienste Morgensterns gewürdigt werden.
Von seinem Wohnsitz in Breslau aus bereiste Morgenstern ab Ende der 1880er Jahre mit seinen Studenten das Riesengebirge, Wilcza Poręba (Wolfshau), Podgórzyn (Giersdorf), Przesieka (Hajn), Karpacz (Krummhübel) und Szklarska Poręba (Schreiberhau). Ab den 1890er Jahren unternahm er auch Ausflüge in höhere Lagen des Riesengebirges. Viele seiner Gemälde wurden auf Postkarten reproduziert, so dass die Motive aus dem Riesengebirge deutschlandweit bekannt wurden. 